# SN 2008ee
SN 2008ee – supernowa typu Ia odkryta 16 lipca 2008 roku w galaktyce NGC 307. W momencie odkrycia miała maksymalną jasność 15,50m.